# Miklós Martin
Miklós Martin   (Budapest, 29 de juny de 1931 - Los Angeles, 26 de març de 2019) va ser un waterpolista hongarès que va competir durant la dècada de 1950.
El 1952 va prendre part en els Jocs Olímpics de Hèlsinki, on va guanyar la medalla d'or en la competició de waterpolo. Quatre anys més tard, als Jocs de Melbourne, va tornar a guanyar la medalla d'or en la mateixa competició. Com molts altres esportistes hongaresos va desertar a la fi d'aquests Jocs. Una vegada als Estats Units va estudiar a la Universitat del Sud de Califòrnia, sent la primera persona que rebia una beca de waterpolo en aquesta universitat. Poc després deixà el waterpolo i se centrà en els estudis, aconseguint un doctorat en llengües romàniques.